# Maarit Kaimio
Maarit Kaimio, född Vuorenjuuri 19 april 1941 i Helsingfors, är en finländsk klassisk filolog och professor emerita vid Helsingfors universitet.
Kaimio är dotter till diplomingenjören Pentti Vuorenjuuri och sacri ministerii kandidaten Annikki Perttilä. Hon var 1968–1973 assistent i grekisk litteratur vid Helsingfors universitet och professor i grekiska språket och litteraturen 1976–2004. Hon har studerat bland annat det grekiska dramat och romankonsten under antiken. År 1982 utnämndes hon till ledamot av Finska Vetenskapsakademien.
Hon är sedan 1970 gift med förläggaren och filologen Jorma Kaimio.